# 성동구립무지개도서관
성동구립 무지개도서관은 서울특별시 성동구 행당동 소재의 도서관이다.

## 연혁
- 2006년 1월 10일 성동구립 무지개도서관 개관

## 시설현황
- 3층: 문헌정보실, 디지털코너, 어린이열람실, 유아열람실

## 이용방법
이용시간
| 구분          | 평일, 주말(토·일요일) |
| ------------- | --------------------- |
| 문헌정보실    | 09:00 ~ 21:00         |
| 디지털코너    | 09:00 ~ 21:00         |
| 어린이 열람실 | 09:00 ~ 21:00         |
| 유아열람실    | 09:00 ~ 21:00         |

휴관일
- 정기휴관일: 없음[4]
- 법정공휴일: 정부가 지정한 공휴일
- 임시휴관일: 기타 장서 및 시설 점검등 관장이 필요하다고 인정하는날

대출방법
- 대출: 1인 5권, 기간 14일(2주)
- 연장: 1회 10일 (단 도서가 예약된 상태는 불가능)
- 연체: 도서 연체시 연체일 만큼의 연체료 또는 대출 불가
선택1) 대출금지: 연체일수 × 2배
선택2) 연체료 납부: 연체일수 × 연체권수 ×100원
- 성동, 금호, 용답, 무지개, 성수, 청계, 작은 도서관 중 1곳에서 연체하여도 전체 도서관에서 불이익

## 참조
1. ↑  서울도서관길잡이 성동구립 무지개도서관 현황
2. ↑  성동구립 무지개도서관 홈페이지 자료현황
3. ↑  자료없음
4. ↑  성동구립 무지개도서관 홈페이지 열람실 이용안내[깨진 링크(과거 내용 찾기)]